# Métrique antique
La métrique antique est l’ensemble des règles rythmiques à l’œuvre dans la versification et dans la prose métrique des littératures grecque, latine et sanscrite antiques. Elle est basée sur le principe de l'alternance, selon des schémas préétablis, de syllabes longues et courtes. Elle est dite morique ou quantitative.
Le vers grec, comme le latin et le sanskrit, est basé sur la quantité ; sa métrique est basée sur l'opposition de durée des syllabes longues (généralement transcrites avec le signe du tiret bas _ ou du tiret long —) et des syllabes courtes (transcrites avec le signe du u minuscule, du U majuscule ou encore ∪) . Deux syllabes courtes égalent une longue, comme le rappelle Quintilien : « Longam esse duorum temporum brevem unius etiam pueri sciunt (Même les enfants savent qu'une longue vaut deux fois une brève) » . 

## Une métrique ou des métriques?
Dans les manuels consacrés au sujet, la métrique latine et la métrique grecque sont traitées tantôt ensemble, tantôt séparément : quelle que soit la manière dont sont conçues les relations entre ces deux métriques, il est évident que la métrique grecque grâce à son prestige a servi de modèle à la métrique latine. À l'appui d'une division des deux sujets, on peut observer que les conventions prosodiques du latin ne coïncident pas entièrement avec celles du grec, et surtout à l'époque archaïque, lorsque le processus d'acculturation par les Romains de la culture grecque, plus sophistiquée, commençait à peine. Les modèles grecs furent par la suite adaptés avec une certaine liberté par les auteurs latins : par exemple, le sénaire ïambique dérive du trimètre ïambique, mais pas exactement sous la même forme métrique. La tendance, de la part des poètes latins tardifs (de la fin de l'époque républicaine, augustéenne et impériale), fut néanmoins de reproduire fidèlement les modèles grecs, à tel point que les mètres de nombreux poètes grecs ont leur correspondant exact en latin et que les deux métriques finirent par coïncider largement. Nous prenons donc la métrique grecque comme point de référence, et sur sa base nous considérons les mètres que les deux littératures partagent.
La plupart, sinon la totalité, des mètres grecs étaient déjà connus et utilisés à l'époque archaïque. L'ampleur et la variété des formes utilisées, en partie dues à la relation étroite qui existait à l'époque la plus ancienne entre poésie et musique, ont permis, avec l’éloignement réciproque de ces deux arts, la naissance de la métrique entendue comme l'étude des formes métriques.
Le domaine sanskrit ajoute à la complexité de la question, Antoine Meillet ayant le premier dans Les Origines indo-européennes des mètres grecs, en 1923, comparé les mètres grecs à d'autres mètres de langue quantitative, comme le sanskrit.

## Histoire
Le premier métrologue que nous connaissons fut Damon d'Athènes, qui eut Périclès comme élève ; les sources anciennes mentionnent également Aristoxène de Tarente, disciple d'Aristote, qui étudia surtout la rythmique.
Rien ou si peu ne nous est connu de ces érudits les plus anciens, contrairement à certains savants de l'époque impériale — en particulier Héliodore et Héphestion d'Alexandrie — sur lesquels nous sommes mieux informés. Des fragments de l'œuvre du premier ont été conservés dans les scholies métriques d'Aristophane, tandis que nous pouvons lire le Manuel sur les mètres (’Ἐγχειρίδιον περὶ μέτρων du second). D'autres sources, notamment pour la prose métrique, se trouvent dans les traités de rhétorique, à commencer par ceux de Cicéron et de Quintilien. Le traité De musica d’Augustin et en général les fragments des spécialistes de la musique antique contiennent également des informations précieuses.
À l'époque byzantine, même si les formes plus complexes, comme celles de la lyrique chorale, ont été moins bien comprises, les grammairiens continuaient à copier, résumer et retravailler les textes des auteurs les plus anciens, et l'on rencontre des érudits, comme Démétrios Triclinios (avant le milieu du XIVe siècle), qui avaient des connaissances métriques surprenantes. C'est grâce à ces érudits grecs que le savoir métrique a survécu tout au long du Moyen Âge et, après la chute de Constantinople, ce sont eux qui ont apporté ce savoir en Italie et, à partir de là, au reste de l'Europe.
Aux siècles suivants, la métrique n'est traitée qu'accessoirement par les philologues ; Richard Bentley (m. en 1742) et Richard Porson (m. en 1708) étudient surtout les vers du théâtre. C'est l'Allemand Gottfried Hermann, au début du XIXe siècle, qui posa les bases de la métrique moderne, partant des doctrines des Anciens, et ouvrant la voie à toutes les études ultérieures : ses études sur les mètres du lyrisme choral, notamment, constituèrent des travaux pionniers. La fin du XIXe siècle et le début du XXe siècle ont vu la méthode historiciste s’appliquer à la métrique, avec Ulrich von Wilamowitz-Möllendorff et Otto Schröder (de), qui s'est concentré sur l'origine des vers connus, à la recherche d'un hypothétique « vers primordial » (Urvers) dont tous les autres auraient été issus – recherche dont les résultats furent peu encourageants.
Dans les premières décennies du XXe siècle, les études sur la prose rythmique ont connu un moment de grand développement, notamment à la suite de l’étude classique d'Eduard Norden (de) Die antike Kunstprosa vom VI. Jahrhundert v. Chr. bis in die Zeit der Renaissance (1898).

## Métrique grecque

### Scansion du vers
En vue d'une scansion correcte, le vers grec doit être préalablement compacté et traité comme un seul mot, en éliminant espaces de séparation, accents (mais en observant bien les trémas), esprits et signes de ponctuation des éditions habituelles. Les consonnes doubles doivent être remplacées par des consonnes simples, dont elles forment une consonne double :
- ζ = δ + σ
- ξ = κ + σ
- ψ = π + σ

Une consonne précédée d'une voyelle forme une syllabe (πόλις > πο-λις). Une succession de deux ou trois consonnes rejoint généralement la voyelle suivante (περιστρέφω > πε-ρι-στρε-φω), sauf consonne double (ἄξιος > ακ-σι-ος), redoublement (ἄλλος > αλ-λος), liquide première ou raison étymologique (φιλάργυρος > φιλ-αρ-γυ-ρος).
Les voyelles sont ensuite marquées longues ou brèves par nature ou par position, compte tenu des lois de la scansion : abrègement métrique, allongement métrique, aphérèse et élision, correptio attica, diérèse, synérèse, synalèphe… 
On peut alors déterminer la succession des pieds et des accents, celle des dipodies ou tripodies, identifier les mètres en présence et leur césure, délimiter les strophes, comprendre la structure métrique globale de l'œuvre entière.

### Accentuation du vers
Le grec est une langue à l'accent mélodique et non intensif. C'est pourquoi la récitation ou le chant de textes poétiques reposait sur des principes différents de ceux actuels : l'exécution était basée sur l'alternance, en plus des syllabes courtes et longues, de temps forts et de temps faibles.
La terminologie utilisée pour nommer ces deux temps renvoie à la pratique de marquer la lecture du texte avec le pied ou avec un doigt : thesis (en) et arsis (en). Le temps fort était appelé thesis (θέσις, abaissement du pied ou du doigt), tandis que le temps faible était appelé arsis (ἅρσις, lever du pied ou du doigt).
Les grammairiens romains ont néanmoins rebaptisé arsis le temps fort (latin sublatio, elatio, elevatio), en comprenant par là que la voix est élevée, et thesis le temps faible (latin positio, depositio, remissio), quand la voix s'abaisse : c'est cette dernière terminologie qui s'est répandue avec le temps.
Tosca Lynch a néanmoins contredit ce point de vue en niant toute inversion des sens et en considérant que des considérations rythmiques (ἄρσις-elatio désignant un tempo rapide, et θέσις-positio un tempo lent) ont historiquement, peu à peu, cédé le pas à des considérations métriques (ἄρσις-sublatio désignant un élément accentué du vers, et θέσις-positio un élément non accentué) dans les textes métalinguistiques.

### Du pied au mètre
Dans la métrique antique et contrairement aux autres métriques, les pieds sont moins perçus isolément que redoublés en une dipodie (on parle parfois aussi de tripodie). On doit donc souvent scander les vers en prenant deux pieds à la fois.
En cas de dipodie dans le vers, on parlera donc de « monomètre ». Si deux dipodies se présentent dans le vers, ce vers est un « dimètre ». Si trois dipodies se présentent dans le vers, ce vers est un « trimètre », et ainsi de suite. Un mètre au sens du grec ancien μέτρον, métron vaut deux pieds.
Pour compliquer encore les choses, le mot « mètre » est parfois pris au sens de vers, comme quand on affirme que « l'hexamètre dactylique est un mètre fréquent dans l'épopée ». Enfin, relevons que dans cette phrase « hexamètre » ne signifie pas « [vers] contenant six mètres » mais « vers [c'est-à-dire mètre] contenant six [pieds] ».

### Types de vers
Les vers obéissent à diverses lois métriques comme la loi de Porson et peuvent se classer selon leur schéma métrique propre :
- Vers κατὰ μέτρον (katà métron, basés sur un mètre)

1. mètres ïambiques,
2. mètres trochaïques,
3. mètres dactyliques,
4. mètres anapestiques,
5. mètres ioniques,
6. mètres choriambiques,
7. mètres crétiques,
8. mètres bacchiaques,
9. mètres dochmiaques.

- Vers mixtes, c'est-à-dire composés de pieds variés

1. dactyles et anapestes logaédiques,
2. dactylo-épitrites,
3. asynartètes,
4. autres vers, tels le galliambe.

Les vers peuvent, avec plus de difficultés, se classer selon les genres littéraires les utilisant :
- Vers récités

1. hexamètres dactyliques
2. mètres ïambiques (trimètre ïambique, sénaire ïambique)
3. tétramètre trochaïque et autres mètres trochaïques

- Vers chantés monodiques (poésie symposiaque, poésie non dramatique d'auteur)

1. mètres éoliens (pouvant entrer dans une strophe alcaïque ou dans une strophe sapphique), dont le vers adonique
2. asynartètes archilochéens
3. mètres ioniques

- Vers chantés choraux (partie chorale des tragédies, dithyrambes, épithalames, hymnes, péans…)

1. en plus des mètres variés, strophes et antistrophes des tragédies
2. en plus des mètres variés, triade épodique

Enfin, les vers peuvent ne répondre que partiellement au schéma métrique canonique :
- privés d'une syllabe initiale, ils sont dits acéphales,
- allongés d'une syllabe initiale, ils sont dits procéphales (cf. anacrouse),
- privés d'une syllabe finale, ils sont dits catalectiques,
- privés de deux syllabes finales, ils sont dits dicatalectiques,
- allongés d'une syllabe finale, ils sont dits hypercatalectiques.

## Métrique latine archaïque et classique
Les genres littéraires latins qui ont recouru à la métrique sont, comme dans la littérature grecque :
•	L’épopée : au début de l'époque littéraire, elle utilise le vers saturnien, comme dans le Bellum Punicum de Nevius ou l'Odusia de Livius Andronicus. Les auteurs postérieurs, tels Virgile, Lucain, Silius Italicus, Valerius Flaccus ou Lucrèce, ont recouru à l’hexamètre dactylique, devenu classique après son introduction à Rome dans les Annales d'Ennius.
•	L’élégie : Horace dans ses Odes se réfère aux strophes alcaïques grecques ; d'autres comme Catulle préfèrent l’hendécasyllabe phalécien ; Ovide, Tibulle, Perse, Properce utilisent le distique élégiaque (strophe présentant l'alternance d'un hexamètre et d'un pentamètre dactylique), auquel s'était déjà essayé Catulle dans les derniers poèmes de son recueil.
•	Le théâtre (et les fables) : ils utilisent souvent le sénaire ïambique ; Pacuvius, Accius, Sénèque utilisent de plus le tétramètre dans les tragédies cothurnatae, tandis que Plaute et Térence dans leurs comédies palliatae et praetextae utilisent souvent le trimètre ïambique et, dans les cantica, de longs mètres (septénaire trochaïque, septénaire ïambique, octonaire iambique…).
Le vers saturnien fut utilisé dans les carmina de l'âge pré-littéraire. Environ 150 exemples assez variés nous sont parvenus, qui ne permettent cependant pas de dire s'il s'agissait d'un vers quantitatif, comme il est probable, ou d'un vers accentuel. L'origine de ce mètre reste également débattue : il est traditionnellement considéré comme typiquement latin, mais à l'époque julio-claudienne on commence à penser qu'il pourrait être dérivé des mètres lyriques du théâtre grec. Voici comment Varron définit le vers saturnien, illustrant un passage d'Ennius  : « Les Faunes sont des dieux latins, de sorte qu'on les appelle soit Faunus soit Fauna ; on raconte que ces divinités s'exprimaient dans les bois avec les vers qu'on appelle saturniens, d'où leur nom de Faunes, du verbe "fari" [s'exprimer].  »
On retrouvait peut-être le vers saturnien dans les carmina convivalia, ces chansons chantées lors des banquets des familles aristocratiques pour célébrer les gloires des ancêtres de la gens ou dans les carmina triumphalia improvisés par les soldats pour louer le triomphe de leur commandant victorieux, mais cette idée est largement remise en question par Florence Dupont.

## Principes rythmiques de la versification gréco-latine

### Les résolutions et les substitutions
Les vers grecs et latins reposent certes généralement sur le retour régulier d'un pied fondamental, mais autant pour briser la monotonie du mètre que pour faciliter la tâche du versificateur, le pied fondamental du vers admet très souvent des remplacements, que l'on peut diviser entre les substitutions et les résolutions.  
Dans l'hexamètre dactylique, par exemple, le dactyle (– ⏖, abrégé ci-après D) fondamental peut être remplacé par le spondée (– –, abrégé ci-après S), comme dans le premier vers de l'Énéide, Ārmă vĭrūmquĕ cănō Trōjǣ quī prīmŭs ăb ōrīs, qui présente la succession suivante : D-D-S-S-D-S. Cette possibilité de remplacement offerte par l'hexamètre révèle un paramètre rythmique central de la métrique gréco-latine, et pourtant inconnu de la versification indienne, à savoir l'équation selon laquelle une longue vaut deux brèves. On dit donc qu'une syllabe longue peut être remplacée par sa monnaie, c'est-à-dire par deux brèves. En cas de monnayage, que l'on appelle aussi résolution, il n'y a pas d'altération rythmique, puisqu'un pied composé de deux longues a exactement la même durée qu'un pied composé d'une longue et de deux brèves. 
Mais certains types de vers admettent, en plus de la résolution, la substitution, c'est-à-dire le remplacement d'une syllabe normalement brève par une syllabe longue, ce qui, cette fois, altère le rythme en ajoutant un temps au pied. Ainsi, alors que le sénaire iambique latin repose sur l'iambe (⏑ –) comme pied fondamental, cet iambe peut en fait non seulement être résolu en tribraque (⏑ ⏖), mais il peut aussi voir sa première syllabe devenir longue par substitution ; aussi le sénaire iambique peut-il en fait comporter des pieds spondaïques ou dactyliques, et même procéleusmatiques (⏖ ⏖) ou anapestiques (⏖ –) après le monnayage de l'élément initial devenu long.
Ce très grand nombre de substitutions et de résolutions admis dans la poésie iambo-trochaïque pourrait faire craindre qu'il soit à peu près impossible d'en sentir un rythme régulier. Aussi les Grecs et les Romains se sont-ils fixé certaines contraintes, comme pour aider les auditeurs à sentir la succession des pieds malgré leur variété rythmique. Par exemple, lorsque deux brèves successives représentent la monnaie d'une longue, elles doivent obligatoirement appartenir à un seul et même mot (c'est la "loi de Ritschl"). Ainsi donc, par exemple, si le deuxième pied d'un trimètre iambique grec est un dactyle, ce pied peut être réalisé par le mot οὐρανός, mais pas par les mots οὐδὲ σύ, car il y aurait une "déchirure" entre les deux brèves du dactyle, alors même que ces deux brèves correspondent à la longue de l'iambe fondamental. Les Romains ont même ajouté une contrainte supplémentaire, que l'on appelle la "loi de Hermann-Lachmann", qui veut que, lorsque deux brèves successives représentent la monnaie d'une longue, la seconde brève ne peut pas être une syllabe finale de mot : un pied dactylique dans un sénaire iambique ne pourra donc pas être représenté par le mot crēdĭtĕ, mais bien par le mot crēdĭdĕrās (avec la dernière syllabe commençant le pied suivant).

### La césure
La plupart des vers grecs et latins sont dotés d'une césure, c'est-à-dire d'un endroit du vers où il est obligatoire ou, en tout cas, attendu, de trouver une fin absolue de mot. Les métriciens ne s'entendent pas sur la définition exacte à donner au concept de césure : s'agit-il plutôt d'un pivot, c'est-à-dire d'un simple point de repère pour le versificateur et pour l'auditeur, ou bien d'un véritable moment de pause dans la diction du vers ?
En tout cas, les vers se laissent souvent diviser en deux hémistiches articulés par cette césure qui, dans certains mètres, peut se trouver à différents endroits, au choix du poète. Dans l'hexamètre dactylique grec, par exemple, il y a deux points privilégiés pour placer la césure : soit après la longue initiale du troisième pied (césure dite penthémimère ou masculine), soit après la première brève du troisième pied, qui doit alors forcément être un dactyle (césure dite trochaïque ou féminine). Dans l'hexamètre latin, en revanche, la césure trochaïque a presque complètement disparu, au seul profit de la penthémimère qui est présente dans plus de 85% des vers ; à cette césure principale, les Romains ont ajouté deux césures "secondaires", moins systématiques et pouvant se combiner de diverses manières, la césure trihémimère (après la longue initiale du deuxième pied) et la césure hephthémimère (après la longue initiale du quatrième pied). Ainsi, dans le premier vers des Annales d'Ennius, Mūsǣ quǣ || pĕdĭbūs || māgnūm || pūlsātĭs Ŏlȳmpum, il y a bien une frontière de mot aux trois possibles emplacements de la césure. Selon la définition que l'on accepte de la césure, il faudra donc soit n'en retenir qu'une seule comme étant "la" césure véritable du vers où marquer une pause dans la diction, soit les retenir toutes les trois comme étant des "sommets" rythmiques attendus du vers.

### La clausule
Une grande innovation de l'esthétique latine du vers par rapport au modèle grec consiste en la codification des clausules des différents mètres. Par clausule, on entend le rythme constitué par les deux derniers pieds d'un vers donné. En latin, en effet, il ne suffisait pas qu'un vers terminât par le rythme adéquat pour les deux derniers pieds du schéma ; il fallait en plus que ces deux derniers pieds fussent occupés seulement par des mots d'une certaine structure syllabique. 
Dans l'hexamètre, par exemple, la clausule présente le rythme – ⏖ | – ×. En grec, ce rythme peut être comblé par des mots d'à peu près n'importe quelle forme, la seule chose évitée étant de terminer le vers par un mot monosyllabique. En latin, en revanche, à partir de l'époque classique, il est presque complètement interdit de faire figurer dans la clausule un mot de plus de trois syllabes : on ne peut donc pas écrire en fin de vers quādrŭpĕdāntum ou dī gĕnŭērunt ou rīdĭcŭlūs mus, quand bien même ces séquences forment entre elles la séquence adéquate de longues et de brèves. En termes de structure syllabique, les hexamètres latins classiques terminent donc presque toujours par les trois types canoniques suivants : cōndĕrĕ gēntem, cōndĕ sĕpūlchro ou gēntĕ tŏt ānnōs. Le type sī bŏnă nōrint est marginal, mais représenté.
Les Romains ont, de même, codifié la clausule du sénaire iambique qui, à partir des tragédies de Sénèque, termine toujours soit par un mot iambique (făcēs) soit par un mot crétique, à condition que celui-ci soit précédé d'une élision (mōrt(em) ōppĕtūnt). Le pentamètre dactylique, depuis Tibulle, termine lui aussi obligatoirement par un mot iambique.

## La prose métrique et lecursus
Bien qu'elle ne soit normalement pas liée aux schémas métriques, même la prose peut, dans certains cas et pour des raisons emphatiques, se plier à des schémas propres, décrits et prescrits par les théoriciens de l'art oratoire comme Quintilien. En particulier, dans la théorisation et la pratique rhétorique, il était devenu courant, tant dans le monde grec que dans le monde romain, d'accorder une importance particulière à la proposition finale — point le plus important et le plus sensible de la période — en lui donnant un rythme particulier. Les deux clausules métriques de prose les plus fréquentes à l'époque classique et sous le principat sont la clausule crétique-spondée (– ⏑ – | – ×), comme dans "ēssĕ cōnstāret", ou avec monnayage de la deuxième longue en deux brèves, comme dans "ēssĕ vĭdĕātur", ainsi que la clausule dicrétique (– ⏑ – | – ⏑ ×), comme dans "vīndĭcā tē tĭbi".
Cette habitude a survécu à la fin de la métrique quantitative, et il est resté d'usage courant au Moyen Âge, dans la prose latine, surtout après l'an mil mais aussi aux XIIIe et XIVe siècles, de clore les périodes par des clausules (ou cadences) non plus basées sur la quantité mais sur les accents, selon différents types de cursus standardisés (essentiellement trois : cursus planus, cursus tardus, cursus velox, parfois cursus dispondaicus). La prose métrique était notamment utilisée par les différentes chancelleries européennes pour la rédaction des correspondances officielles.
- cursus planus : …retributiónem merétur
- cursus tardus : …felicitátis percípient
- cursus velox : …exhíbitum reputábo

## Fin de la métrique antique
Lorsque, à la fin de l'Antiquité, le grec et le latin ont perdu la distinction phonologique entre les voyelles longues et brèves, la compréhension des principes de la métrique classique est devenue de plus en plus difficile ; le grec byzantin et le latin médiéval, ainsi que les langues romanes, ont développé une nouvelle métrique, basée sur l'isosyllabisme (les vers ont le même nombre de syllabes), sur la position des accents (qui étaient devenus intensifs) et sur la rime.